# Scottolana antillensis
Scottolana antillensis is een eenoogkreeftjessoort uit de familie van de Canuellidae. De wetenschappelijke naam van de soort is voor het eerst geldig gepubliceerd in 1984 door Fiers.